# Usine sidérurgique de Borlänge

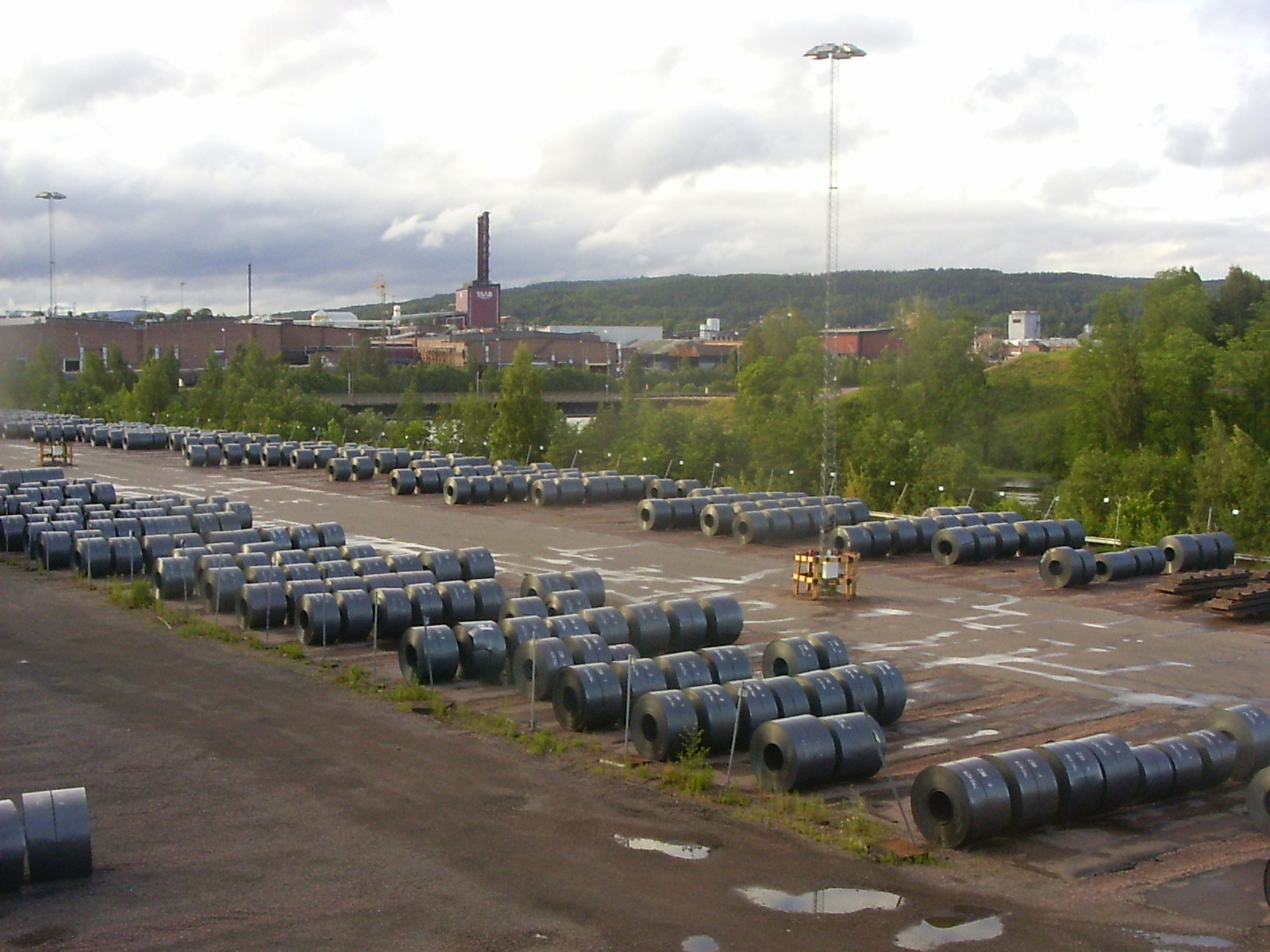
L'usine en 2009, devenue maintenant SSAB Tunnplåt Borlänge AB.

Domnarvets Jernverk
SSAB Borlänge
L'usine sidérurgique de Borlänge est une usine sidérurgique suédoise située à Borlänge. Fondée en 1872 par la Stora Kopparberg Bergslags AB elle se développe sous le nom de Domnarvets Jernverk. En 1978, elle est intégrée au groupe SSAB, dont elle devient un des sites principaux sous le nom de SSAB Borlänge.
L'usine, qui démarre en 1878 avec la mise à feu du premier haut fourneau devient, dans les années qui suivent, le plus gros producteur d'acier de Suède. Sa croissance continue jusqu'en 1976, où elle emploie 6 300 employés, son maximum historique. Mais les difficultés du secteur plombent la rentabilité. L'usine est donc intégrée avec d'autres complexes sidérurgiques suédois en 1978, afin de créer le groupe SSAB. La production à partir de minerai de fer (filière haut fourneau) est abandonnée en 1981, ainsi que les convertisseurs Kaldo, mis au point par l'entreprise mais trop coûteux. Une aciérie électrique la remplace. En 1988, les activités produits plats de SSAB sont fusionnées en une seule entité et la Domnarvets Jernverk est intégrée avec l'usine sidérurgique de Luleå, qui fait également partie du groupe SSAB. Cette restructuration signifie la fermeture de l'aciérie électrique en 1989.
Avec la fermeture de l'aciérie, il ne reste alors que le laminoir à chaud de 1 650 mm construit par Sack (de) en 1961 et modernisé par SMS en 1999, qui lamine les brames produites par les usines de Luleå et d'Oxelösund. Les ateliers de parachèvement des tôles sont également maintenus. Avec cette réorganisation, le nom de l'usine disparait au profit de l'appellation SSAB Tunnplåt Borlänge AB (Produits plats de SSAB Borlänge). Concentrées sur les produits à haute valeur ajoutée, les installations restantes font travailler, en 2019, 1 600 personnes, ce qui fait de l'usine le plus gros employeur de la commune de Borlänge.